# Simbe
Simbe is een bestuurslaag in het regentschap Pidie van de provincie Atjeh, Indonesië. Simbe telt 593 inwoners (volkstelling 2010).